# Музей історії міста Шуша
Шушинський історико-краєзнавчий музей (азерб. Şuşa Tarix-Diyarşünaslıq Muzeyi) — музей, розташований у місті Шуша Шушинського району Азербайджану.
Розташований в чарівному особняку середини 19 століття, в центрі історичного кварталу, музей історії міста Шуша є осередком артефактів, які ілюструють багатовікове минуле стародавнього міста-фортеці. Тут демонструється багатий археологічний матеріал елліністичного періоду, який змінив попередні уявлення про час заснування Шуші в 18 столітті.

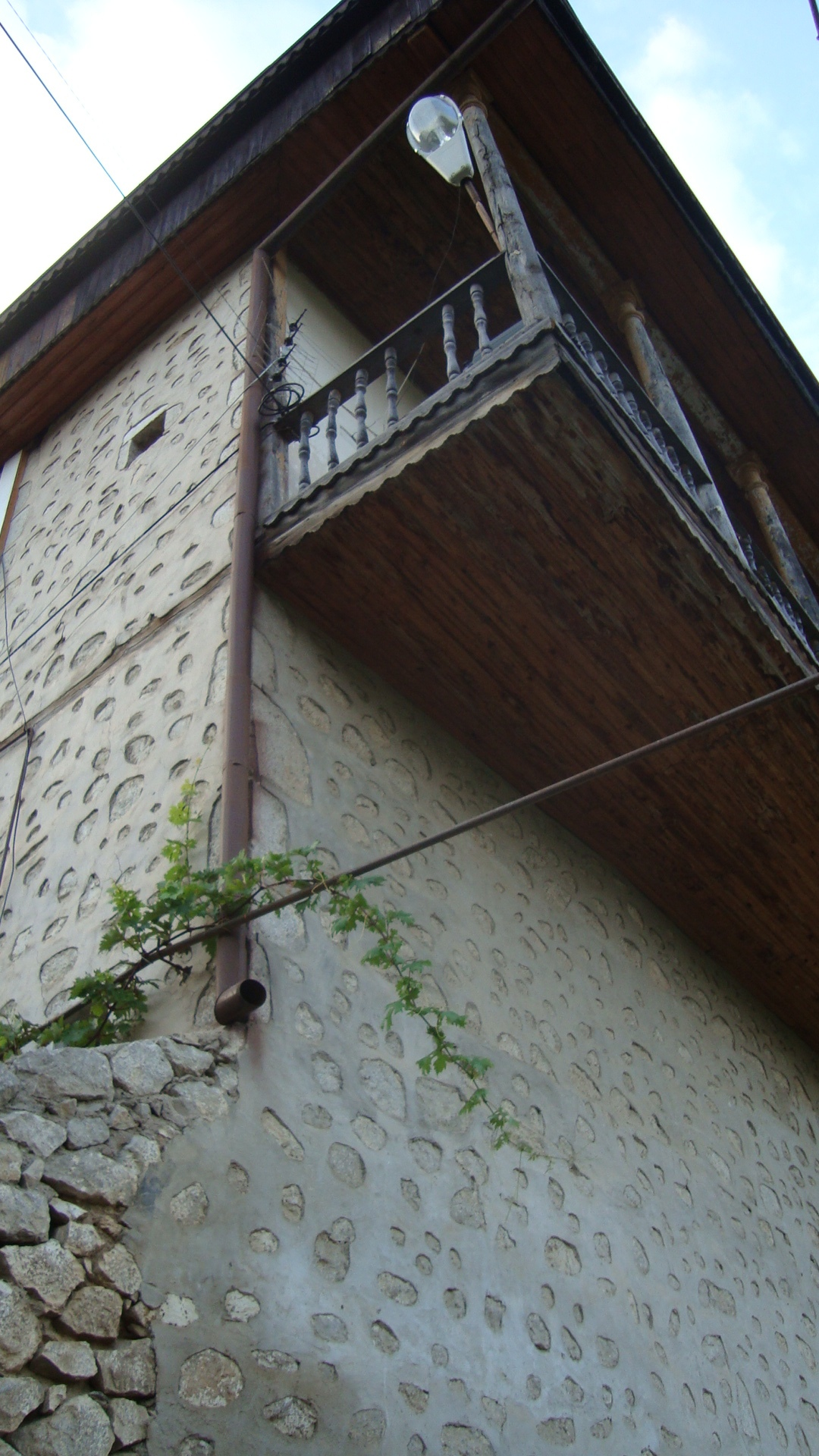
Кутова частина будівлі музею. Вигляд знизу.

Дуже багата колекція музею матеріалами етнографічного характеру — тут зібрані вироби місцевих ремісників, які часто представляють з себе справжні твори мистецтва. Предмети побуту 19 століття ілюструють життя містян одного з найбільших культурних центрів Закавказзя. Колекція фотографій і репродукцій, розміщених на стендах залів музею, роблять відчутною культурне життя міста тієї епохи.
Багато зібраних артефактів ілюструють чорні дні міста, коли в березні 1920 року бандами татарських мародерів була спалена практично вся вірменська частина Шуші, а близько 30 тисяч християнського населення були вбиті або бігли у віддалені селища.
Окремий стенд присвячений військовій операції зі штурму Шуші 8 травня 1992. Тут розміщена діарама шушинської битви, що відтворює історію боїв у найдрібніших подробицях.
Музей працює щодня, крім неділі, з 9:00 до 17:00 години. Вхід до музею безкоштовний.